# Scrobigera proxima
Scrobigera proxima är en fjärilsart som beskrevs av Walker 1854. Scrobigera proxima ingår i släktet Scrobigera och familjen nattflyn. Inga underarter finns listade.